# Ho ancora la forza
Ho ancora la forza è un singolo del cantante italiano Luciano Ligabue, scritto con la collaborazione al testo di Francesco Guccini e inciso dai due cantautori separatamente in tempi diversi.

## Versione delPremio Tenco
Presentata dai due autori al Premio Tenco del 2000 ed eseguita al teatro Ariston di Sanremo, come duetto acustico con la chitarra di Juan Carlos Biondini e il bouzouki di Mauro Pagani, si aggiudica la Targa Tenco come miglior canzone.

## Versione di Francesco Guccini
Viene inserita nell'album Stagioni del 2000.

## Versioni di Luciano Ligabue
- 2001 - Canzone principale del mini CD singolo speciale dedicato agli iscritti al fan club ufficiale barMario Archiviato il 20 gennaio 2015 in Internet Archive., nel decimo anno della sua attività.[2][3]
- 2008 - Nella raccolta Secondo tempo è inserita tra gli inediti con una nuova produzione, nuovi arrangiamenti e con alcune modifiche al testo.

## Tracce
Cd singolo di Ligabue per il fan club - 2001
1. Ho ancora la forza – 3:51 (testo: Luciano Ligabue, Francesco Guccini – musica: Luciano Ligabue)
2. Miss Mondo '99 (versione acustica) – 2:49 (Luciano Ligabue)
3. Non fai più male – 3:51 (Luciano Ligabue)

Durata totale: 10:31
I primi due brani sono eseguiti dal solo Ligabue con la chitarra acustica.
Il terzo è il lato B del singolo Una vita da mediano e anche traccia bonus della sola versione in 2 Long playing dell'album Miss Mondo.